# 国際科学オリンピック
国際科学オリンピック（こくさいかがくオリンピック、英: International Science Olympiad）とは、世界中の中等教育課程にある生徒（中学生・高校生）を対象にした科学技術に関する国際大会である。大半はUNESCOの協賛で開催している。

## 概要
以下の大会が開催されている。多くは毎年開催されている。
| 大会名                             | 大会略称 | 日本からの参加 | 初開催 | 備考                             |
| ---------------------------------- | -------- | -------------- | ------ | -------------------------------- |
| 国際数学オリンピック               | IMO      | ○              | 1959年 | 1980年は開催せず                 |
| 国際物理オリンピック               | IPhO     | ○              | 1967年 | 1973年、1978年、1980年は開催せず |
| 国際化学オリンピック               | IChO     | ○              | 1968年 | 1971年は開催せず                 |
| 国際情報オリンピック               | IOI      | ○              | 1989年 |                                  |
| 国際生物学オリンピック             | IBO      | ○              | 1990年 |                                  |
| 国際哲学オリンピック               | IPO      | ○              | 1993年 |                                  |
| 国際天文学オリンピック             | IAO      | ○              | 1996年 |                                  |
| 国際地理オリンピック               | iGeo     | ○              | 1996年 | 2012年まで2年に1回               |
| 国際脳科学オリンピック             | IBB      | ○              | 1999年 |                                  |
| 国際言語学オリンピック             | IOL      | ○              | 2003年 |                                  |
| 国際ジュニア科学オリンピック       | IJSO     | ×              | 2004年 |                                  |
| 国際地学オリンピック               | IESO     | ○              | 2007年 |                                  |
| 国際天文学・天体物理学オリンピック | IOAA     | ○              | 2007年 |                                  |
| 国際歴史オリンピック               | IHO      | ×              | 2015年 |                                  |
| 国際医学・疾患オリンピック         | IMDO     | ×              | 2015年 |                                  |
| 国際経済オリンピック               | IEO      | ○              | 2018年 |                                  |
| 国際ナノテクノロジーオリンピック   | INO      | ×              | 2018年 |                                  |
| 国際心理学オリンピック             | IPsyO    | ×              | 2020年 |                                  |
| 国際人工知能オリンピック           | IOAI     | ○              | 2024年 |                                  |
| 国際社会科学オリンピック           | IOSS     | ○              | 2024年 |                                  |
| 国際原子力科学オリンピック         | INSO     | ○              | 2024年 |                                  |

日本では、文部科学省が数学・物理・化学・情報・生物学・地理・地学に対して独立行政法人科学技術振興機構を通じて支援を行っている。2007年に日本科学オリンピック推進委員会が、2018年4月に後継の日本科学オリンピック委員会が組織された。

## 参照
1. ↑  国際科学技術コンテストTOP
2. ↑  日本科学オリンピック委員会